# Saint-Pierre-Quiberon
Saint-Pierre-Quiberon [sɛ̃pjɛʁkibʁɔ̃] (bretonsky Sant-Pêr-Kiberen) je francouzská obec v departementu Morbihan v regionu Bretaň.

## Poloha
Saint-Pierre-Quiberon leží na severní části poloostrova Quiberon a obklopují ho obce Plouharnel na severu a Quiberon na jihu. Saint-Pierre-Quiberon se skládá ze 16 vesnic: Le Praner de Penthièvre, Portivy, Kerhostin, Runaron, Le Roch, Keraude, Le Praner, Kergroix, Kermahé, Kerdavid, Keridenvel, Kerbourgnec, Kervihan, Kerboulevin, Petit Rohu a Grand Rohu.

## Historie
Nejstarší nálezy hrobů a kosterních pozůstatků pocházejí z mezolitu kolem 5000 let př. n. l. V období neolitu (asi 4500-2000 př. n. l.) zde vznikly megalitické památky menhiry, dolmeny a kromlech.
V době bronzové se zde objevili Keltové. Galské kmeny porazili Římané v roce 56 př. n. l.
Kolem roku 435 dobyli Bretaň Anglosasové a začala christianizace území.
V roce 1653 se farnost Saint-Pierre osamostatnila od Quiberonu.
V roce 1746 se zde vylodil anglický admirál Lestock a vojáci Saint-Pierre dobyli. Z tohoto důvodu začala v roce 1748 výstavba pevnosti Penthièvre.
V červnu 1795 během Velké francouzské revoluce se zde vylodila francouzská šlechtická emigrace podporovaná Angličany, ale republikánská armáda výsadek potlačila.
Když na konci 18. století Nicolas Appert objevil způsob konzervace potravin, v Quiberonu se začalo rozvíjet konzervárenství, z čehož profitoval i Saint-Pierre.
V roce 1856 se Saint-Pierre oddělil Quiberonu jako samostatná obec.
Dne 23. července 1882 byla zprovozněna železniční trať Auray – Quiberon a v obci byla otevřena tři nádraží Saint-Pierre, Kerhostin a Penthièvre.
Během druhé světové války byl poloostrov okupován německou armádou od června 1940 do 10. května 1945 a byl osvobozen až dva dny po vyhlášení kapitulace.
V roce 1962 byla obec Saint-Pierre přejmenována na Saint-Pierre-Quiberon.

## Vývoj počtu obyvatel
Počet obyvatel

## Pamětihodnosti
- Côte Sauvage (Divoké pobřeží)
- kostel z roku 1935
- kaple ve vsi Lotivy z roku 1845
- kaple ve vsi Penthièvre
- prehistorické památky jako dolmen, kromlech, menhiry a megalitické řady
- pevnost Penthièvre